# 英语世界

英語在各國的官方語言地位
多數和當地語言
並行官方語言，且多數人的母語
官方語言，但是事少數人的母語
第二語言，但是超過20%的人口以此為第二語言，且為事實上的工作/教育語言

英语世界（英語：English-speaking world）指使用英语作为官方语言或官方语言之一的国家。世界上的英语国家包括英国、美国、加拿大、澳大利亞、紐西蘭、爱尔兰和南非等。同时，英语世界也可以指使用英语的地区。
中世紀早期的英格蘭是英語的發源地，該語言的現代形式自17世紀以來傳播到世界各地，首先受到英格蘭、後來是大英帝國的全球影響，然後是美國的影響。透過這些國家各類印刷和電子媒體，英語已成為國際話語的主導語言和科學、航海、法律等許多地區和專業領域的通用語言。
美國和印度是英語使用者最多的國家，分別為3.06億和1.29億。其次是英國（6,800萬人）和奈及利亞（6,000萬人）。截至2022年，英語母語人士約有4億。如果算上以英語為第二語言的人群，估計英語使用者的總數約為15億到20億。大衛·克里斯托（David Crystal）在2003年計算得出，非母語人士與母語人士的數量之比為三比一。
除了英語的主要變體（美式英語、英式英語、加拿大英語、澳大利亞英語、愛爾蘭英語、新西蘭英語）及其子變體之外，南非、印度、尼日利亞、菲律賓、新加坡、牙買加、特立尼達和多巴哥等國家也有數百萬以英語為基礎的克里奧爾語到標準英語等各種方言為母語的人。其他國家和地區，例如加納，也將英語作為其主要官方語言，儘管英語不是大多數人的母語。英語在英聯邦的許多國家中都佔有官方語言地位。

## 世界主要以英語為母語的國家
该饼图显示了英语“核心圈”的使用者人数比例。然而英语的二语使用者（本图不统计）遍布全球，很可能已超过母语使用者人数。
英語是許多國家和地區的主要母語。其中最大的五個國家有時被描述為「英語核心圈」，它們是英國、美國、澳洲、加拿大和紐西蘭。
「英語圈」一詞有時可以擴展到包括其他以英語或克里奧爾語為主要母語、以英語為政府和教育主要語言的國家和地區，例如愛爾蘭、直布羅陀和英聯邦加勒比地區。
雖然在丹麥、荷蘭、挪威和瑞典等少數國家，大多數人也將英語作為第二語言，但這些國家並不被視為英語世界的一部分，因為英語仍然主要被視為外語，在社會中並不發揮重要的文化作用。
|   | 國家   | 母語使用者         |
| - | ------ | ------------------ |
| 1 | 美国   | 300,809,000        |
| 2 | 英国   | 60,200,000         |
| 3 | 加拿大 | 25,232,195         |
| 4 |        | 20,581,334         |
| 5 | 爱尔兰 | 4,200,000+（估計） |
| 6 | 南非   | 3,673,203          |
| 7 | 新西兰 | 3,500,000+（估計） |

## 參閲
- 英語圈
- 英语国家和地区列表

## 外部連結
- Statistics Canada: Canada's national statistical agency / Statistique Canada : Organisme statistique national du Canada （页面存档备份，存于）